# Oxhålsbadet

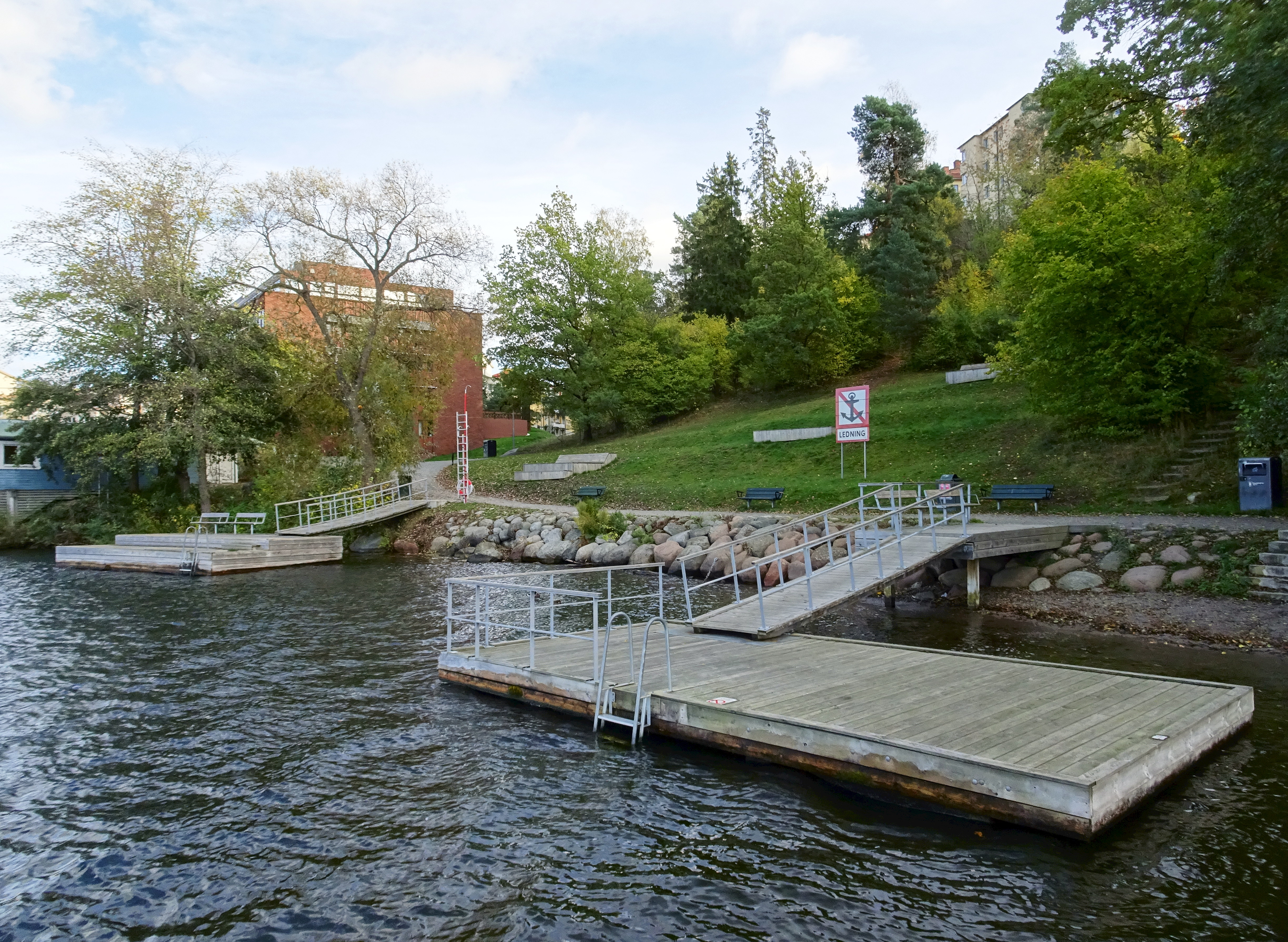
Oxhålsbadet i oktober 2020.

Oxhålsbadet (tidigare Stora Essingebadet) är ett kommunalt friluftsbad i Oxhålssundet på Stora Essingen i Stockholm. Badet är ett så kallat bryggbad med tre stora bryggor, badstegar, trädäck och grässlänt för solbad samt sittplatser.

## Historik
Essingebornas första friluftsbad låg i Essingedjupet vid norra delen av nuvarande Broparken, ungefär där Essinge Båtsällskap har sin småbåtshamn. Denna badplats hade uppkommit ”spontant”. Det fanns ingen sandstrand, bara klippor och vattendjupet var direkt 10-15 meter. Här slutade Badstrandsvägen och påminner fortfarande om Stora Essingens första strandbad. Stockholms namnberedning motiverade namnet 1924 med ”att vägen leder till Essingebornas badstrand”.
Nuvarande Oxhålsbadet ligger i slutet av Gammelgårdsvägen, direkt söder om Oxhålshamen och vid foten av Oxhålsberget. Badet anlades redan 1929/1930 och kallades Stora Essingens friluftsbad, senare bara Essingebadet. Redan från början fanns en smal och långgrund sandstrand. På 1940-talet tillkom flytbrygga, omklädningshytter för damer och herrar och dusch, dessutom ett hopptorn för tre och fem meter och ett sommarcafé som låg på en liten kulle vid norra sidan av Gammelgårdsvägen.
År 1955 tvingades badet att stänga på grund av paratyfusepidemin som drabbade Stockholm. Ett av stadens avlopp gick ut i närheten. Så småningom förbättrades vattenkvalitén men det dröjde till den 16 juni 1999 då badet kunde öppnas igen, nu som Oxhålsbadet. Sandstranden var borta och stället blev ett rent bryggbad med en badbrygga. Anläggningen upprustades 2014 med ytterligare två badbryggor och en gång till inför badsäsongen 2020 med soldäck på grässlänten. Bryggorna ligger i året runt. Det finns gräsytor och trädäck för solbad samt iordningställd grillplats. Under badsäsongen tillhandahåller kommunen några bajamajor. Badet har inga duschar eller omklädningsmöjligheter.

## Historiska bilder

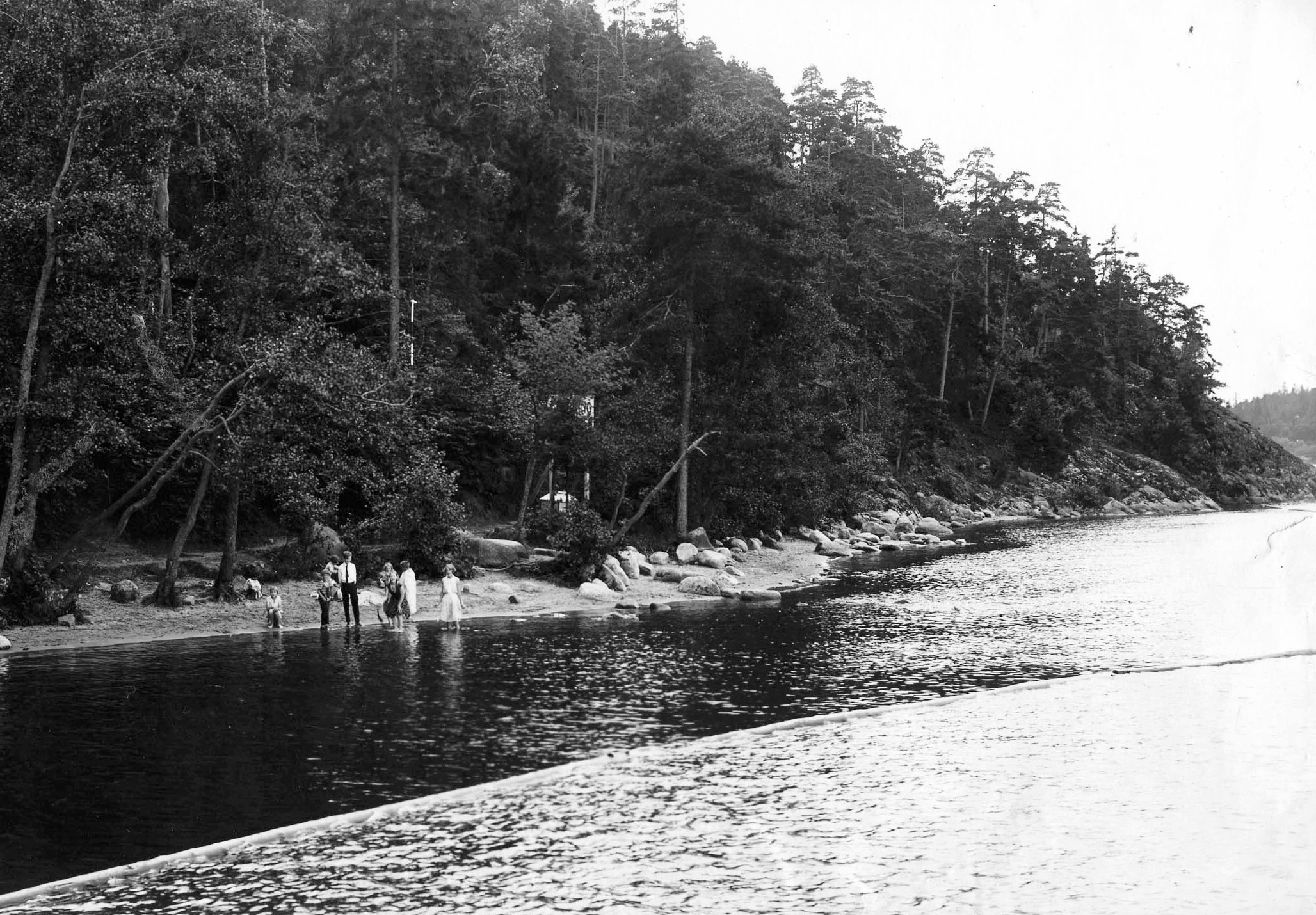
Badet 1929.
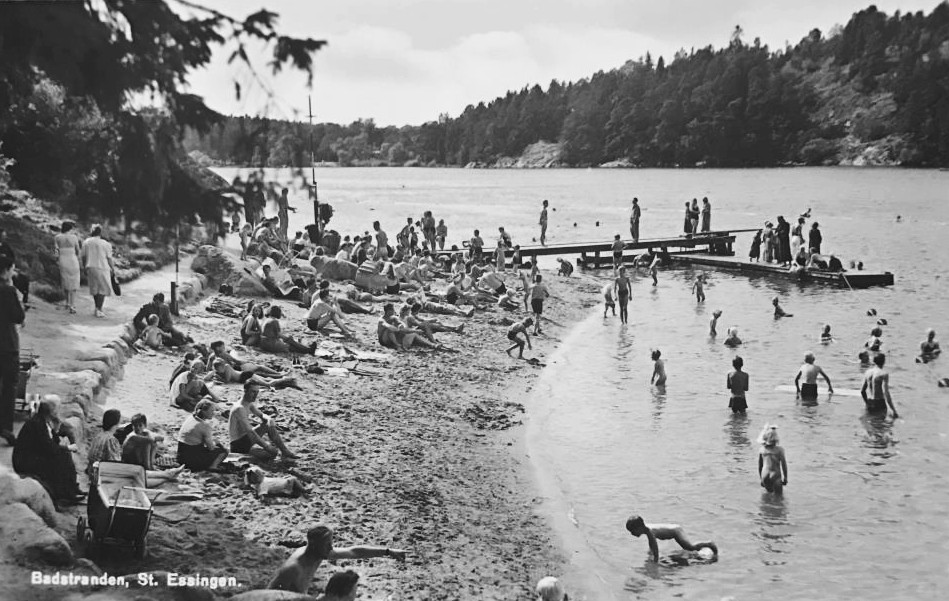
Badet på 1940-talet.
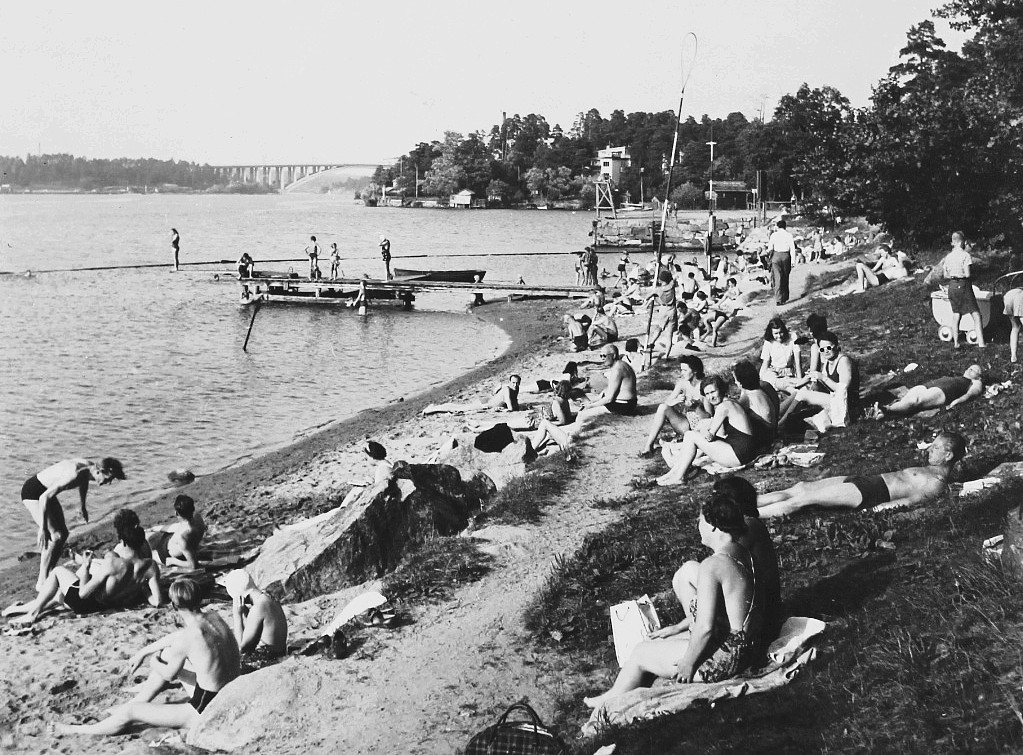
Badet 1942.
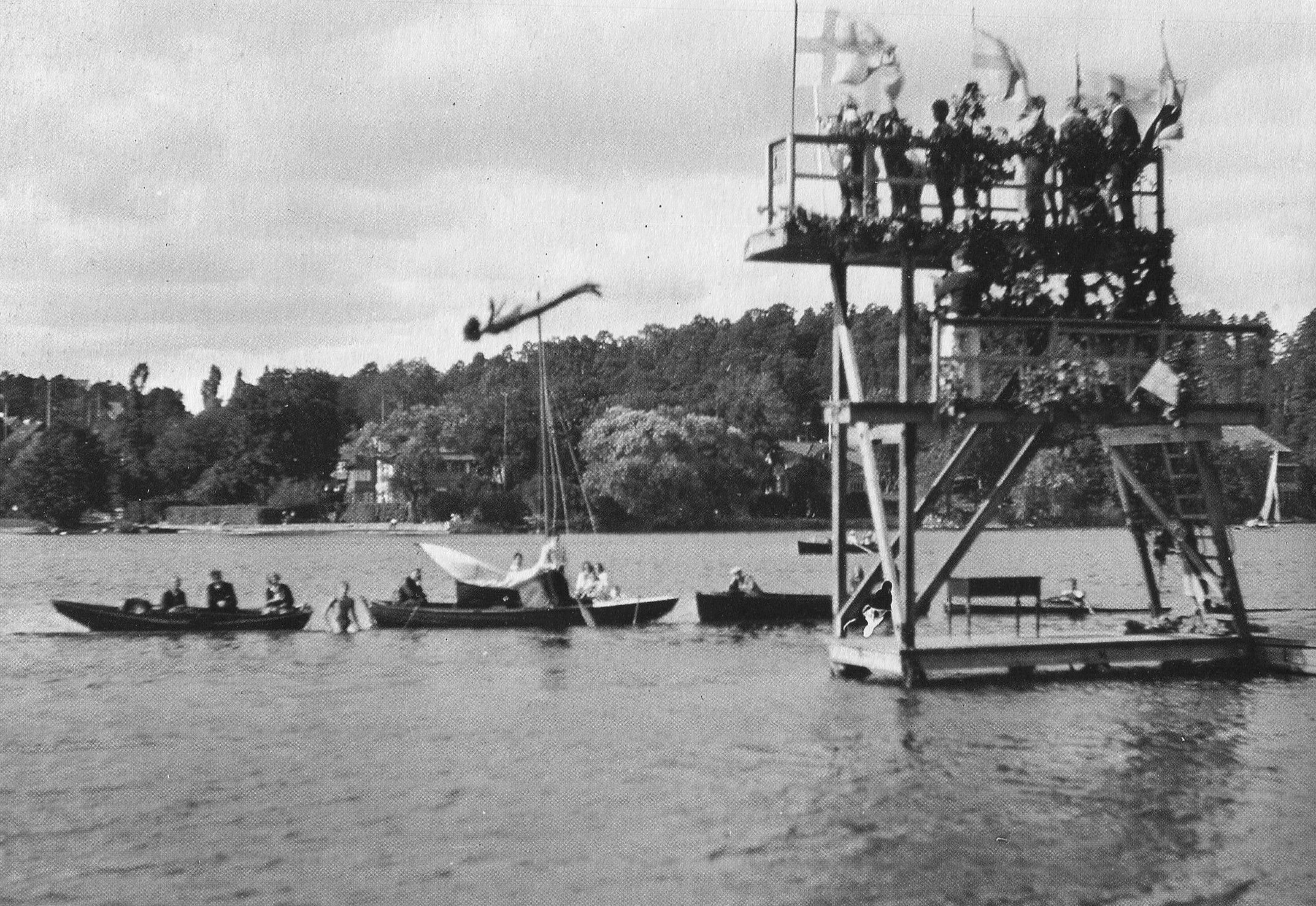
Badet 1945.
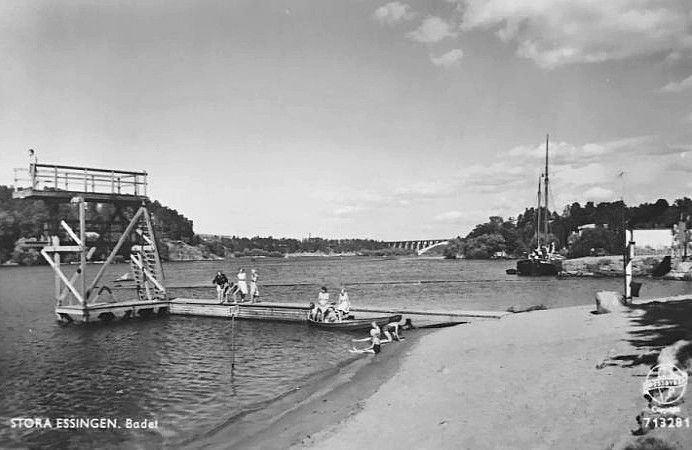
Badet på 1950-talet.